# Coppermineexpeditionen 1819–1822

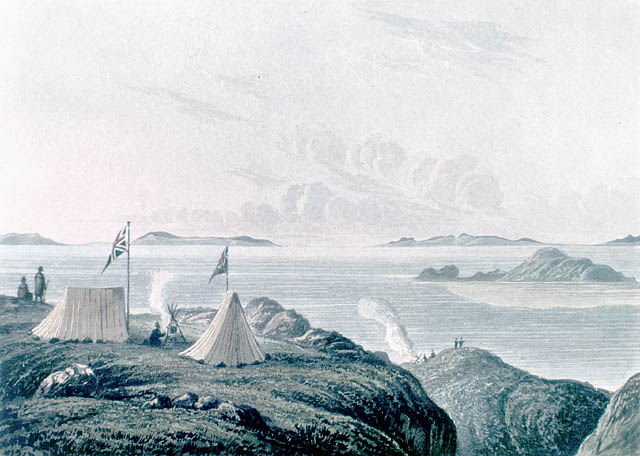
Illustration av expeditionens läger vid Coppermineflodens mynning.

Coppermineexpeditionen 1819–1822 hade till uppgift att utforska den del av Kanadas norra kust som nås via Copperminefloden. Den brittiska expeditionen organiserades av Royal Navy som en del i ett försök att utforska och kartlägga Nordvästpassagen. Den var den första av tre polarexpeditioner som leddes av John Franklin, tillsammans med bland andra George Back och John Richardson, som båda skulle komma att bli betydelsefulla polarforskare.
Expeditionen kännetecknades av dålig planering, otur och brutna löften. Stödet från de lokala pälshandlarna och Kanadas ursprungsbefolkning var sämre än väntat och den illa fungerande förnödenhetslogistiken, tillsammans med ovanligt dåligt väder, gjorde att expeditionen ständigt var nära svältgränsen. Till slut nådde expeditionen den arktiska kusten, men endast knappt 800 kilometer hann utforskas innan bristen på förnödenheter och den annalkande vintern tvingade den att återvända.
Expeditionen återvände svältande genom outforskade områden, ofta med bara lav att äta, och kunde till slut räddas av medlemmar av Yellowknivesstammen, som vid den tidpunkten hade gett upp hoppet om att expeditionen skulle återvända. Vid räddningen kunde man konstatera att elva av expeditionens tjugo deltagare hade avlidit, och att rykten om mord och kannibalism fanns bland dem som överlevde.
Efter expeditionen kritiserades Franklin av de lokala pälshandlarna hårt för sin bristfälliga planering och misslyckande med att anpassa sig till de krävande förhållanden som expeditionen utsattes för. Hemma i Storbritannien mottogs han dock som hjälte och hyllades för det mod han hade visat trots svåra motgångar. Expeditionen fångade allmänhetens intresse och han blev känd som "mannen som åt sina stövlar", med hänvisning till en desperat handling han begick under svälten.

## Bakgrund

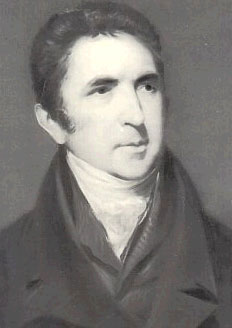
Sir John Barrow var den drivande kraften bakom Royal Navys utforskning av Arktis i början av 1800-talet

Åren efter Napoleonkrigen riktade British Navy, under ledning av sir John Barrow, sina blickar mot upptäckten av Nordvästpassagen, en förmodad farled runt Kanadas nordkust som skulle göra det möjligt för europeiska fartyg att nå orientens marknad. Bevis för att det fanns en passage kom ur det faktum att valfångare i Berings sund hade fångat valar som bar spjut av den typ som användes på Grönland och grönländska valfångare hade upptäckt motsvarande med spjut som användes i Berings sund. Kanadas arktiska öar var bristfälligt kartlagda och det var inte känt om det fanns en isfri farbar passage. 1819 hade Kanadas nordkust besökts endast två gånger av européer. 1771 följde Samuel Hearne Copperminefloden till havet vid en punkt omkring 2 400 kilometer öster om Berings sund och 1789 följde Alexander MacKenzie det som idag heter Mackenziefloden ut till havet väster om Copperminefloden.
1818 hade Barrow skickat sin första expedition för att söka efter Nordvästpassagen. Expeditionen leddes av John Ross, men avbröts när han nådde Lancastersundet, den verkliga infarten till passagen, då han bedömde att det var en bukt och därför återvände till England. Samtidigt gjorde David Buchan ett försök att segla direkt till Nordpolen från England (Barrow trodde på teorin om ett öppet polarhav), men han återvände med informationen att packisen norr om Spetsbergen var en barriär som inte gick att ta sig igenom.
Året efter planerade Barrow ytterligare två expeditioner till Arktis. En havsexpedition under ledning av William Edward Parry som skulle följa upp Ross arbete att söka efter en infart till Nordvästpassagen från Lancastersundet. Samtidigt skulle en landexpedition längs Kanadas kust med utgångspunkt från Copperminefloden kartlägga så mycket som möjligt, och kanske även sammanstråla med Parrys fartyg. John Franklin, en löjtnant som året tidigare hade haft befälet över ett av Buchans fartyg, utsågs till att leda landexpeditionen.

## Planering av expeditionen

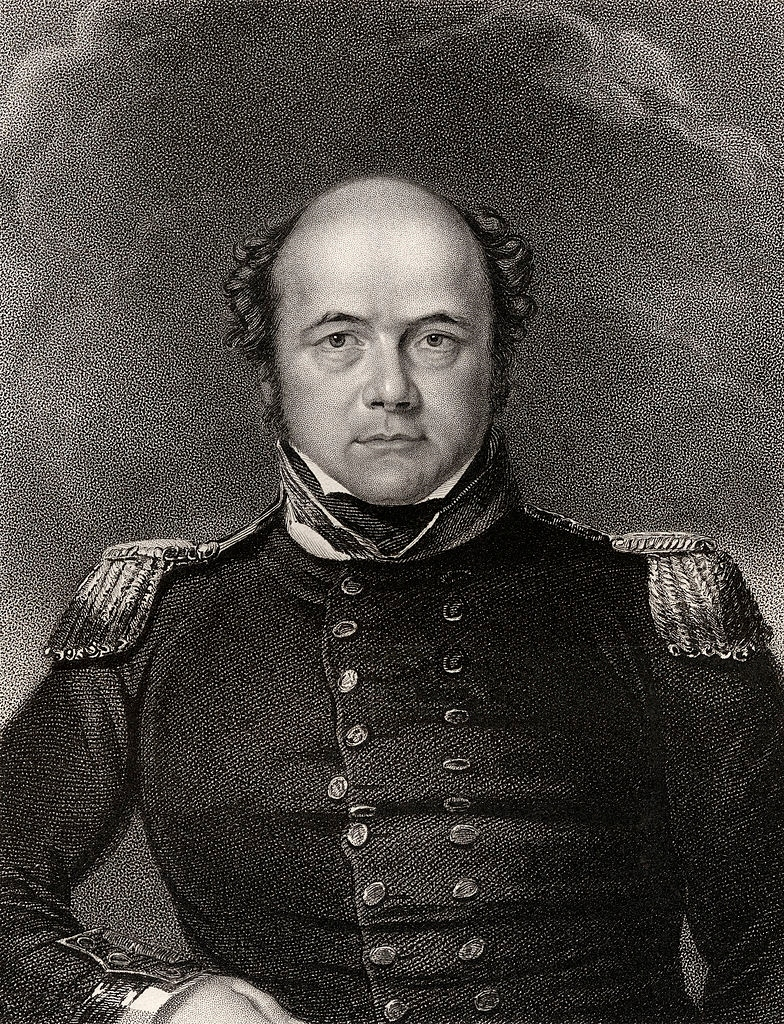
Löjtnant John Franklin, expeditionens ledare.

Franklins order var relativt generella. Han skulle färdas på land till Stora slavsjön och därifrån gå till fots till kusten längs Copperminefloden. När han nådde kusten var han instruerad att gå österut mot Repulse Bay och Parrys förhoppningsvis lyckosamma fartyg, men om det såg bra ut hade han även möjligheten att gå västerut för att kartlägga kustremsan mellan Copperminefloden och Mackenziefloden, eller kanske till och med gå norrut mot helt okända hav.
Mer allvarligt än de vaga instruktioner han hade fått var att expeditionen organiserades med en mycket liten budget. Franklin fick bara med sig minimalt med marin personal och blev beroende av hjälp utifrån för stora delar av expeditionen. Han skulle få assistans av lokala pälshandlare som tillhandahölls av Hudson Bay-kompaniet och deras konkurrenter Nordvästkompaniet, medan de lokala Yellowknives skulle ställa upp som guider och med mat om Franklins förnödenheter skulle ta slut.
Endast fyra personer ur marinen deltog i Franklins expedition; läkaren, naturhistorikern och vice befälhavaren John Richardson, de två sjökadetterna George Back och Robert Hood, som hade seglat med Buchan 1818, samt sjömannen John Hepburn. Ytterligare en sjöman, Samuel Wilks, skulle ha följt med men blev sjuk vid ankomsten till Kanada och deltog aldrig i expeditionen.

## Från England till Fort Enterprise
Efter tre månaders planering avseglade expeditionen från Gravesend 23 maj 1819 med förnödenheter i ett fartyg från Hudson Bay-kompaniet och stötte genast på problem. Fartyget stannade kort vid kusten utanför Norfolk, där Back hade affärer att ta hand om, men innan han återvände blåste det upp och fartyget fortsatte utan Back som fick ta sig till nästa stopp, i Orkney, med diligens och färja. Ett mer allvarligt problem uppstod i Stromness när expeditionen, nu med Back ombord, försökte anställa mänsklig draghjälp för den första delen av färden genom Kanada. Folket i Stromness var inte så intresserade som marinen hade räknat med och endast fyra personer rekryterades och de gick med på att gå så långt som till Fort Chipewyan vid Athabascasjön.
30 augusti nådde Franklins män York Factory i Manitoba, den största hamnstaden på den sydvästra kusten i Hudson Bay, där de skulle påbörja den 2 700 kilometer långa färden mot Stora slavsjön. De råkade omedelbart ut för det första av de förnödenhetsproblem som skulle komma att känneteckna hela expeditionen. En stor del av den assistans som hade erbjudits av Hudson Bay-kompaniet och Nordvästkompaniet uteblev då de båda konkurrenterna under de föregående åren låg i fejd med varandra och samarbete dem emellan i praktiken inte fanns. De hade nästan inga förnödenheter att avvara. Franklin fick en båt som var för liten för de förnödenheter han hade (han försäkrades om att resten skulle skickas till honom) och begav sig längs vanliga handelsleder till Cumberland House i Saskatchewan, där han och hans män tillbringade vintern. Vintern var hård och när de lokala indianerna kom för att lämna förnödenheter, meddelade de att tillgången på vilt var så dålig att familjerna hade börjat att ta till kannibalism för att överleva.

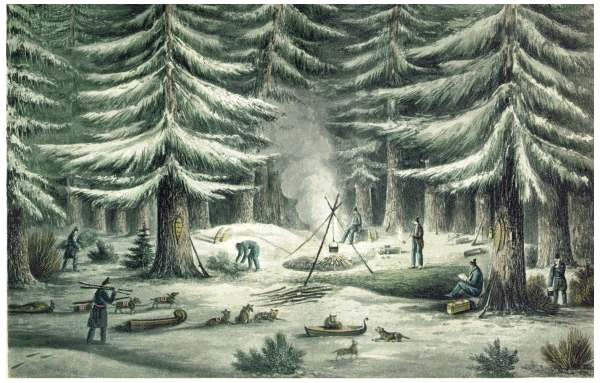
Byggande av läger under expeditionens första vinter.

I januari 1820 bildade Franklin, Back och Hepburn en grupp som skulle gå genom skogarna till Fort Chipewyan, för att rekrytera vildmarksguider och skaffa förnödenheter till nästa etapp av expeditionen. Ledda av kanadensiska guider, blev resan extremt svår för britterna, som inte hade någon erfarenhet av den hårda kanadensiska vintern. Den stränga kylan gjorde att det nykokade tevattnet omedelbart frös till is, vilket även kvicksilvret i deras termometrar gjorde. Utan tält var de tacksamma över snöfall, eftersom det gav ett extra lager över deras filtar.
Gruppen kom till Fort Chipewyan i slutet av mars, då de på sex veckor hade avverkat 1 379 kilometer. Det blev dock mycket svårare att utrusta sin expedition än vad Franklin hade räknat med. Den hårda vintern innebar att det knappt fanns någon tillgång på mat och att han fick nöja sig med ett vagt löfte från jägarna att de skulle bistå dem med mat längs vägen och att hövdingen för Coppermineindianerna skulle hjälpa dem. Utöver detta var de bästa guiderna upptagna av konflikten mellan de två pälsföretagen, eller ovilliga att riskera en resa genom okänd mark långt utanför deras normala områden och med osäker tillgång till förnödenheter. Till slut lyckades Franklin rekrytera 16 guider, men de flesta av dem höll inte den standard han önskade.

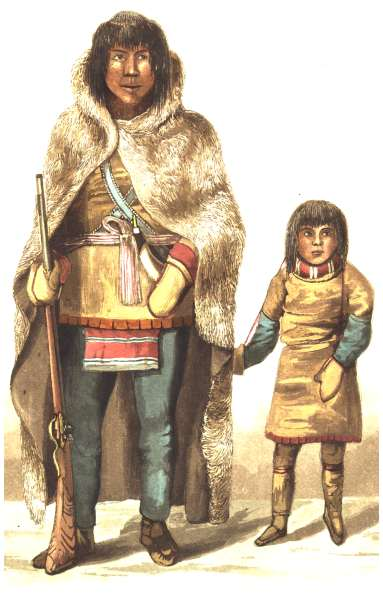
Akaitcho, indianhövdingen som Franklin bad om hjälp, tillsammans med sin son.

Återförenade med Hood och Richardson begav de sig i juli 1820 mot Stora slavsjön och kom fram till den norra kusten vid Fort Providence i Northwest Territories tio dagar senare. Där träffade de Akaitcho (Big Foot), ledaren för de lokala Yellowknives, som hade rekryterats av Nordvästkompaniet som guider och jägare åt Franklins män. Akaitcho, som beskrevs som skarpsinnig förstod Nordvästpassagens betydelse och lyssnade noggrant när Franklin förklarade att användningen av den skulle innebära välstånd för Akaitchos folk. Akaitcho insåg tydligen att Franklin överdrev fördelarna och ställde därför en fråga Franklin inte kunde besvara; varför, om passagen var så betydelsefull för handeln, hade den inte redan upptäckts?
Akaitcho diskuterade villkoren med Franklin. I utbyte mot avskrivning av stammens skulder till Nordvästkompaniet samt förnödenheter i form av vapen, ammunition och tobak, skulle han bistå med jägare och guider åt Franklin under den norra färden längs Copperminefloden och ställa upp med matförråd till deras återkomst. De skulle dock inte gå in på inuiternas mark vid flodens nordligaste del (Yellowknives och inuiter såg varandra med ömsesidig fientlighet och misstänksamhet) och Akaitcho varnade Franklin att under ett så hårt år kunde han inte garantera att det alltid skulle finnas mat tillgänglig.
Franklin och hans män ägnade resten av sommaren åt att gå till en plats vid Copperminefloden, som Akaitcha hade utsett för deras vinterläger. Maten började snabbt ta slut och guiderna började att tappa tilltron till ledaren. Franklins hot om hårda bestraffningar förhindrade myteri, men drog ner hans anseende bland männen. Lägret, som Franklin gav namnet Fort Enterprise, nåddes utan större svårigheter och träbaracker byggdes för övervintringen.

## Copperminefloden och den arktiska kusten

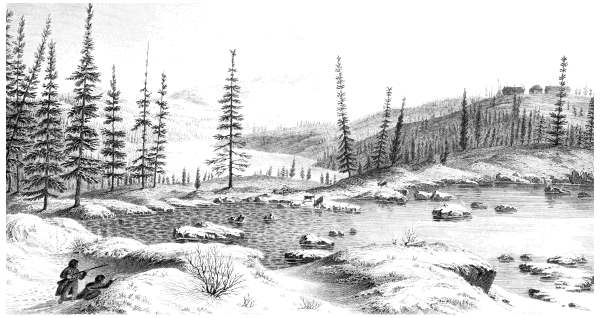
Vinter i Fort Enterprise.

Expeditionens andra vinter i Kanada var svår även den. Förnödenheter kom bara sporadiskt då samarbetet mellan de rivaliserande pälshandlarna var dåligt. Ammunitionen tog slut och de indianska jägarna var inte så effektiva som förväntat. Till slut, då expeditionen riskerade att drabbas av svält, skickades George Back tillbaka till Fort Providence för att få företagen att agera. Efter en färd på 1 900 kilometer i snöskor, ofta utan annat skydd än filtar och i temperaturer omkring -55 grader Celsius, återvände han med förnödenheter för det akuta behovet.

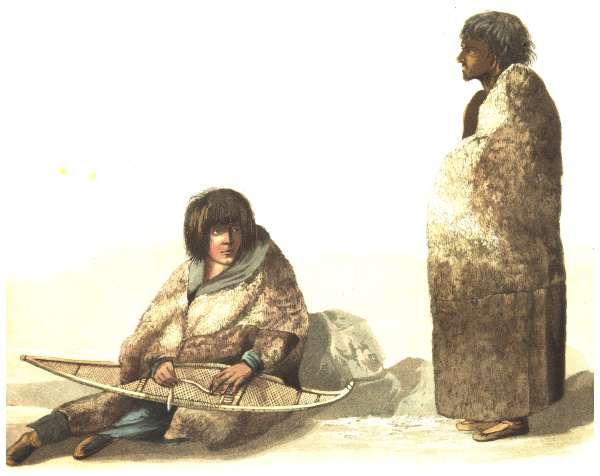
"Greenstockings" (till vänster), indianflickan Franklins män tänkte duellera om.

Oroligheterna i lägret fortsatte. Guiderna, ledda av de två tolkarna Pierre St Germain och Jean Baptiste Adam, gjorde uppror åter igen och denna gång hjälpte inte Franklins hot om avrättning för myteri, när St Germian och Adam hävdade att om de fortsatte in i vildmarken skulle det innebära en säker död. Förhandlingar ledda av Williard Wentzel från Nordvästkompaniet lugnade dock ner situationen något, men motsättningarna var inte begränsad till guiderna. En rivalitet hade uppstått mellan Back och Hood över indianflickan Greenstockings, och de skulle ha duellerat om henne om det inte vore för att Hepburn hade tömt deras vapen på ammunition. Situationen lugnades ner när Back skickades söderut och Hood senare blev far till indianflickans barn.
Vintern passerade och Franklin fortsatte 4 juni 1821. Hans planer för den kommande sommaren var oklara; han hade beslutat sig för att göra sina undersökningar österut från Coppermineflodens mynning i en förhoppning om att antingen möta Parry eller nå Repulse Bay, där han kunde fylla på förnödenheterna hos de lokala inuiterna, vilket skulle göra att de kunde återvända direkt till York Factory via Hudson Bay. Om Parry inte skulle lyckas komma fram, eller om han själv inte skulle lyckas ta sig till Repulse Bay skulle han tvingas lägga om sin färd, eller om förutsättningarna medgav det, återvända direkt till Fort Enterprise via det okända Barren Lands öster om Copperminefloden.

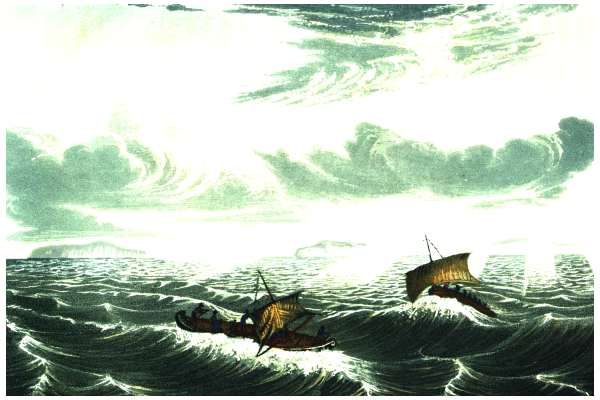
Franklins kanoter under en storm i augusti 1821.

Resan nedför Copperminefloden tog längre tid än beräknat och Franklin tappade snabbt tilltron till sina indianska guider, som i och för sig kände till området något bättre än han själv men som växlade mellan att påstå att havet var nära eller långt borta. Norra ishavet siktades slutligen 14 juli 1821, strax innan expeditionen nådde det första inuitlägret. Inuiterna flydde och Franklins män fick inga möjligheter att ta kontakt eller köpa förnödenheter, som de hade hoppats på. Det övergivna lägret visade på matbrist i området. Där fanns maskfylld rutten fisk och torkat kött som huvudsakligen bestod av små fåglar och möss.
Indianerna och Wentzel återvände som överenskommet hemåt och lämnade Franklin kvar med 15 guider och hans fyra britter. Franklin gav order till de återvändande att lämna matförpackningar längs vägen och viktigast av allt att de bunkrade upp med stora mängder torkat kött i Fort Enterprise. Eftersom det var sent på säsongen var den senare ordern särskilt viktig då Franklin befarade att om, vilket verkade troligt, han misslyckades med att nå Repulse Bay, skulle havet frysa och därmed förhindra honom att ta sig tillbaka till Coppermines mynning. I så fall skulle han bli tvingad att direkt återvända genom Barren Lands där han och hans män skulle vara beroende av all mat de kunde komma över. Det fanns därför en stor risk att de skulle vara svältande när de nådde Fort Enterprise och han upprepade flera gånger att deras överlevnad var beroende av att barackerna fyllda med mat.
Från Coppermines mynning begav sig Franklin österut i tre kanoter med mat för 14 dagar. Deras färd hindrades av stormar som förstörde kanoterna och deras försök att tillgodose matbehovet genom jakt misslyckades så stort att Franklin misstänkte guiderna för att medvetet misslyckas för att få honom att vända om. Efter att ha kartlagt 800 kilometer av kustlinjen stannade Franklin 22 augusti 1821 på en plats på Kenthalvön som han kallade Point Turnagain. Som han hade befarat gjorde hårt hav och de förstörda kanoterna det i praktiken omöjligt att återvända via Copperminefloden och de beslutade sig därför för att återvända via Hood river och därifrån göra ett försök att till fots gå genom Barren Lands.

## Åter till Fort Enterprise

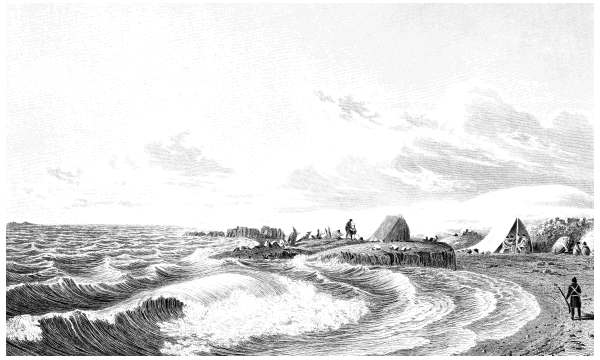
Expeditionen slog läger i Point Turnagain, strax innan de beslutade sig för att återvända till Fort Enterprise

Vandringen genom Barren Lands var extremt svår. Marken var ett förrädiskt område bestående av vassa stenar som skar genom deras stövlar och i deras fötter. Risken för svåra skador var hela tiden överhängande. Kanoterna, som var svåra att bära, tappades av guiderna (Franklin misstänkte att detta var avsiktligt) och blev helt oanvändbara. Vintern kom tidigt, jakten var ännu sämre än tidigare och omkring 7 september 1821 var expeditionens matförråd uttömda. Med undantag för ett rådjur de lyckades döda begränsades deras mattillgång till lav och kadaver som hade lämnats av vargar. De blev så desperata att de kokade och åt lädret i sina stövlar.

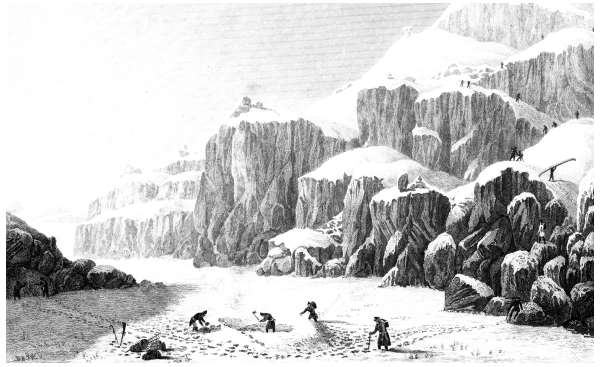
Expeditionen förbereder ett läger och samlar lav i Barren Lands 20 september 1821.

Guiderna, som i genomsnitt bar 41 kilo var och hade utlovats en matranson på 3,6 kilo per dag när de skrev på kontraktet, led mest av hungern och deras missnöje övergick åter i protester. De lämnade i hemlighet en del av den tunga utrustningen, bland annat fisknäten, vilka skulle visa sig bli en allvarlig förlust. Richardson skrev att de blev desperata och brydde sig inte om officerarnas order. Det enda som hindrade dem från att desertera och själva göra ett försök att nå Fort Enterprise var att de inte hittade dit. De insåg dock att Franklin själv inte hade någon idé om var de skulle ta vägen - hans kompass var inte till stor användning eftersom den magnetiska deviationen i området var okänd och den konstanta molnigheten gjorde navigering via solen och stjärnorna omöjlig. Ett fullskaligt myteri förhindrades endast av att de 26 september 1821 nådde en stor flod som utan tvekan var Coppermine.
Expeditionens glädje över att ha kommit fram till Coppermine övergick snabbt i förtvivlan när det blev tydligt att de inte hade några kanoter, vilket gjorde det omöjligt att ta sig över floden för att komma till Fort Enterprise som Franklin uppskattade låg 64 kilometer från andra sidan floden. Den forsande floden var på vissa platser 110 meter bred och försöken att hitta ett ställe där det gick att ta sig över visade sig fruktlösa. Enligt Richardson förbannade guiderna sin dårskap att förstöra kanoterna, blev loja och obstinata, slutade att vara rädda för bestraffningar och gav upp förhoppningarna om belöning. En av guiderna, Juninus, försvann och återvände aldrig. Richardson själv riskerade livet genom att försöka simma över floden med en lina fäst runt sin midja, men när han tappade känseln i sina ben och sjönk till botten halades han in igen. Hypotermin han drabbades av satte ner hans styrka och gjorde honom mer eller mindre förlamad.

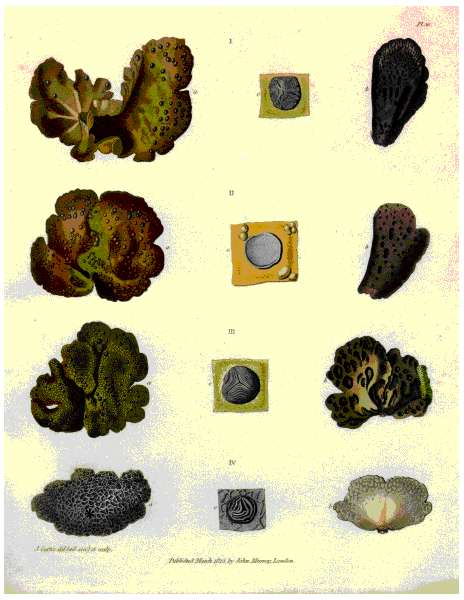
Lav av den typ expeditionen åt i avsaknad av annan mat

Expeditionen svalt och försvagades snabbt, men situationen räddades av St Germain, som ensam hade kraften och viljan att bygga en enmanskanot av vide och kanvas. De andra männen jublade när han 4 oktober korsade floden och satte upp en lina, med vars hjälp kanoten kunde dras mellan flodbankarna. Resten av expeditionen korsade floden en åt gången. Kanoten sjönk allt mer ju fler som tog sig över men samtliga klarade att ta sig till andra sidan floden.
Fort Enterprise låg mindre än en veckas vandring bort, men för en del av de svältande männen skulle det bli en omöjlig uppgift. Längst bak i ledet fanns de två svagaste guiderna, Credit och Vaillant, som kollapsade och lämnades på platsen. Även Richardson och Hood var för svaga för att kunna fortsätta. Vid den tidpunkten delade Franklin upp expeditionen. Back, den starkaste av de kvarvarande officerarna, skickades före tillsammans med tre guider för att hämta mat i Fort Enterprise. Franklin skulle följa efter i ett långsammare tempo tillsammans med de kvarvarande guiderna. Hood och Richardson skulle stanna i deras läger tillsammans med Hepburn, som skulle se efter dem, i förhoppning att någon av de andra grupperna skulle återvända med mat. Franklin tyckte inte om att överge Hood och Richardson men de insisterade på att expeditionen skulle ha större chans att överleva utan dem.
Franklin hade bara gått en kort sträcka mot Fort Enterprise när de fyra guiderna Michel Terohaute, Jean Baptiste Belanger, Perrault och Fontano, sade att de inte orkade fortsätta och bad om att få återvända till Hood och Richardsons läger, vilket Franklin gick med på. Han fortsatte själv mot Fort Enterprise tillsammans med de fem kvarvarande männen och alla blev de svagare och svagare. Det fanns inga jaktbyten och om denna situation fällde Franklin uttalandet att "det fanns ingen tripe de roche så vi drack te och åt av våra skor till middag".
Franklins grupp nådde Fort Enterprise 12 oktober, två dagar efter Back. De fann lägret övergivet och utan mat. Det utlovade torkade köttet fanns inte och det fanns inget att äta förutom ben från föregående vinter, några gamla djurhudar som hade använts som sängkläder samt lite lav. En anteckning från Back förklarade att han hade kommit till lägret då det var i detta skick och att han hade fortsatt mot Fort Providence för att söka Akaitcho och hans indianer. Gruppen misströstade. De två guiderna Augustus och Benoit begav sig upp längs floden i förhoppning om att träffa indianer där. Resten av gruppen var för svaga för att fortsätta. Två guider låg ner och grät och väntade på att dö. Den normalt optimistiske Franklin skrev om hur snabbt hans krafter tog slut. Vid den tidpunkten hade de inte fått mat på fyra veckor.

## Mord
Av de fyra guider som hade lämnat Franklins grupp för att återvända till Hood och Richardson, var Michel Terohaute den ende som nådde fram efter att under flera dagar gått 6,4 kilometer. Han berättade för britterna att han hade skilts från de andra och antog att de skulle komma efter. Terohaute hade mat med sig efter att han, enligt egen uppgift, hade fångat en hare och en höna. Två dagar senare kom han med mat efter att ha fångat en varg. Britterna var förtjusta och njöt av maten.
Under de följande dagarna blev Terohautes beteende allt mer underligt. Han försvann under korta perioder och vägrade att berätta var han hade varit. Han samlade ingen lav. När han bads att bege sig ut på jakt vägrade han med svaret att "det finns inga djur, det är lika bra att ni dödar och äter mig". Han anklagade senare britterna för att ha ätit hans morbror.
Vid något tillfälle (Richardsons anteckningar är oklara om när), började Richardson och Hood misstänka att Terohaute hade dödat de saknade guiderna och att han försvann från lägret för att äta från deras kroppar. Vargköttet de hade ätit var troligen människokött. 20 oktober, när Richardson och Hepburn försökte skaffa mat, hörde de ett skott. De hittade Hood död och Terohaute stående bredvid honom med ett gevär i sin hand.
Terohautes förklaring var att Hood höll på att rengöra hans gevär och att ett skott hade gått av och skjutit honom i huvudet. Detta påstående var absurt eftersom geväret var för långt för att någon skulle kunna skjuta sig själv med. Dessutom hade Hood skjutits i bakhuvudet, troligen då han läste en bok. Terohaute var starkare och dessutom beväpnad så det fanns inte mycket Hepburn och Richardson kunde göra under de följande tre dagarna. Terohaute släppte dem inte ur sikte, blev allt mer aggressiv och frågade upprepade gånger om de trodde att det var han som hade dödat Hood. 23 oktober lämnade Terohaute dem för att gå ut och plocka lav. Richardson tog tillfället i akt att ladda sin pistol och sköt Terohaute då denne återvände.

## Räddningen
Richardson och Hepburn gick mot Fort Enterprise och skrämdes av vad de såg då de anlände 29 oktober. Av de fyra kvarvarande männen var Peltier den ende som var stark nog att välkomna dem. Golvplankorna hade dragits upp för att användas som ved och hudarna som täckte fönstren hade tagits ner och ätits upp av de svältande männen. Richardson skrev att "de hemska ansiktsuttrycken, de utvidgade ögongloberna och dödslätena från kapten Franklin och dem som han hade med sig, var mer än vi till en början klarade av".
I över en vecka levde männen i Fort Enterprise på lav och ruttna djurhudar som de åt med maskar som smakade "lika gott som krusbär". De två guiderna Peltier och Samandré dog natten mot 1 november. Den tredje guiden, Adam, var nära att dö. Hepburns ben började att svälla på grund av proteinbrist. 7 november 1821 kom slutligen hjälpen från tre av Akaitchos indianer, som Back hade fått kontakt med (även Back förlorade en av sina män på grund av svält). De hade mat med sig, fångade fisk till de överlevande och behandlade dem som om det vore deras egna barn. Efter att ha samlat krafter under en vecka lämnade de Fort Enterprise 15 november och anlände till Fort Providence 11 december 1821.
Akaitcho förklarade varför inte Fort Enterprise hade försetts med mat som utlovats. En del av förklaringen var att tre av hans jägare hade omkommit då de föll genom isen på en sjö och att han själv inte hade försetts med ammunition i Fort Providence, men han menade att huvudförklaringen var att lägret hade övergetts. Han ansåg att de vita männens expedition var dårskap och att de inte skulle återvända till Fort Enterprise levande. Trots detta vägrade Franklin att lägga skulden på Akaitcho, som hade visat honom stor vänskap under räddningen och på grund av den pågående konflikten mellan pälshandlarna inte hade fått den betalning som hade utlovats.

## Eftermäle

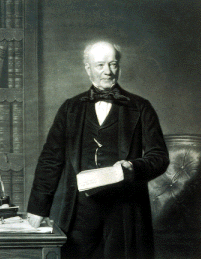
George Simpson, en av Franklins häftigaste kritiker.

I de flesta avseenden var expeditionen en katastrof. Franklin hade rest 8 900 kilometer, förlorat 11 av sina 19 män bara för att kartlägga en del av en kustlinje. Han kom inte i närheten av sitt mål i Repulse Bay eller för att sammanstråla med Parrys fartyg. När gruppen återkom till York Factory i juli 1822 fick de hård kritik av Hudson Bay-kompaniets George Simpson, som hade varit emot Franklins expedition redan från början. Simpson och andra pälshandlare kritiserade expeditionens dåliga planering och Franklins kompetens. Hans vägran att avvika från sin ursprungliga plan, även när det blev tydligt att bristen på förnödenheter och jaktbyten skulle äventyra säkerheten i expeditionen, lades fram som bevis för Franklins dåliga flexibilitet och oförmåga att anpassa sig till ändrade förhållanden. Om Franklin hade varit mer erfaren skulle han ha reviderat sina mål eller avbrutit i expeditionen. Simpson kritiserade även Franklins fysiska misslyckande. Många av pälshandlarna skulle dock ha assisterat Franklin redan från början och Simpson var särskilt arg över vad han såg som Franklins stöd för det rivaliserande Nordvästkompaniet i deras handelskonflikt.
Det gick även rykten om vad som exakt hade hänt Robert Hood och Michel Terohaute. De enda anteckningar från händelserna var Richardsons som publicerades i samråd med Franklin, och det fanns inga bevis för att han och Hepburn inte hade dödat och själva ätit Hood och de fyra guiderna. Wentzel, tolken från Nordvästkompaniet som fick skulden för att inte Fort Enterprise försågs med förnödenheter, gick så långt som att anklaga Richardson för mord och krävde att han skulle ställas inför rätta. Back skrev senare till honom att "om sanningen ska fram, Wentzel, så har saker hänt som inte behöver komma fram". Amiralitetet anordnade ingen utfrågning i ärendet.
När Franklin återvände till England spelade varken rykten eller kritik någon roll. Misslyckandet att nå expeditionens huvudmål kom i skymundan för beundran av det mod han hade visat i sina motgångar. Franklin hade befordrats till kommendör i sin frånvaro och till kapten när han återvände 20 november 1822. Han utsågs till Fellow of the Royal Society, och Back befordrades till löjtnant. Franklins anteckningar från expeditionen publicerades 1823 och sågs som en klassiker inom reselitteraturen och när förlaget inte kunde tillgodose efterfrågan såldes andrahandskopior till överpriser. Bland folket blev han känd som "mannen som åt sina stövlar", efter sina desperata åtgärder för att undvika att svälta ihjäl.
Franklin gjorde ytterligare två expeditioner till Arktis. 1825 gick han med en besättning bestående av bland andra Richardson och Back, nedför MacKenziefloden för att kartlägga ytterligare delar av Kanadas kust. Denna gång var expeditionen bättre organiserad och mindre beroende av hjälp utifrån. De lyckades då att nå sina mål. 1845 ledde han sin olycksaliga expedition, då han försvann nästan spårlöst tillsammans med en besättning på 132 man.